# Хушвактов, Ислам Норташович
Хушвактов Ислам Норташович (узб. Xushvaktov Islom Nortashovich; род. 27 февраля 1967 года; Кашкадарьинская область, УзССР, СССР) — узбекский политический деятель, зооинженер. Член Комитета Законодательной Палаты Олий Мажлис Республики Узбекистан по вопросам экологии и охраны окружающей среды. Член Экологической партии Узбекистана. Заместитель председателя по организационно-партийным и кадровым вопросам Экологической партии Узбекистана. Кандидат сельскохозяйственный наук.

## Биография
Хушвактов Ислам Норташович родился 27 февраля 1967 года в Кашкадарьинской области. Окончил Ташкентский государственный аграрный университет(ТашГАУ), получив высшее образование по специальности зоотехния. С 2015 года Ислам Норташович является депутатом Законодательной палаты Олий Мажлиса Республики Узбекистан.